# Take (гурт)
Take (кор. 테이크) — південнокорейський дует, створений Blue Entertainment у 2003 році. Вони дебютували 17 квітня 2003 року з альбомом 1 Story.

## Учасники

### Поточні
- Шін Син Хі (신승희)
- Чан Сон Чже (장성재)

### Колишні
- Кім До Ван (김도완)
- Лі Мін Хьок (이민혁)
- Натан Лі (Лі Син Хьон; 이승현)

## Дискографія

### Студійні альбоми
| Назва       | Деталі альбому                                                                                           | Пікові позиції у чартах | Продажі               |
| Назва       | Деталі альбому                                                                                           | KOR                     | Продажі               |
| ----------- | --- | ----------------------- | --------------------- |
| 1 Story     | - Реліз: 17 квітня 2003 - Лейбл: Blue Entertainment, CJ E&M - Формат: CD, цифрове завантаження           | —                       | Н/Д                   |
| Take Part.1 | - Реліз: 12 травня 2015 - Лейбл: CI Entertainment, LOEN Entertainment - Формат: CD, цифрове завантаження | 35                      | - Південна Корея: 406 |
| Take Part.2 | - Реліз: 6 липня 2017 - Лейбл: CI Entertainment, NHN Entertainment - Формат: CD, цифрове завантаження    | 47                      | Н/Д                   |

### Мініальбоми
| Назва    | Деталі альбому                                                              |
| -------- | --------------------------------------------------------------------------- |
| To Girls | - Реліз: 2 червня 2005 - Лейбл: KT Music - Формат: CD, цифрове завантаження |

### Сингл-альбоми
| Назва       | Деталі альбому                                                                               |
| ----------- | -------------------------------------------------------------------------------------------- |
| Take It All | - Реліз: 30 листопада 2006 - Лейбл: Sedona Media, KingPin - Формат: CD, цифрове завантаження |

### Сингли
| Назва                                                                            | Рік  | Пікові позиції у чартах | Продажі (DL)             | Альбом               |
| Назва                                                                            | Рік  | KOR                     | Продажі (DL)             | Альбом               |
| -------------------------------------------------------------------------------- | ---- | ----------------------- | ------------------------ | -------------------- |
| «Baby Baby» (베이비 베이비)                                                      | 2003 | —                       | —                        | Сингли поза альбомом |
| «One Spring Day» (어느 봄날에)                                                   | 2015 | 58                      | - Південна Корея: 58,458 | Take Part.1          |
| «Rainy Day»                                                                      | 2015 | —                       | Н/Д                      | Сингли поза альбомом |
| «Why»                                                                            | 2016 | —                       | Н/Д                      | Сингли поза альбомом |
| «Heaven» (천국)                                                                  | 2016 | —                       | Н/Д                      | Сингли поза альбомом |
| «Good-Bye» (이별이란 거, 이렇게 쉬울 줄 알았더라면…)                             | 2016 | —                       | Н/Д                      | Сингли поза альбомом |
| «Walk» (왈칵)                                                                    | 2016 | —                       | Н/Д                      | Сингли поза альбомом |
| «—» релізи, що не потрапили у чарти або не були випущені у відповідних регіонах. |      |                         |                          |                      |